# Павло (Юристий)
Павло (у миру — Юристий Василь Володимирович; 1 січня 1980 , Увисла, Тернопільська область ) — архієрей Православної церкви України (до 15 грудня 2018 року — УПЦ Київського патріархату), архієпископ Хмельницький і Шепетівський..

## Життєпис
З 1986 року по 1997 рік навчався в загальноосвітній школі І — ІІІ ступенів села Увисла.
З 1997 року по 2000 рік навчався в Тернопільській духовній семінарії імені святих Кирила і Мефодія Української Православної Церкви Київського Патріархату. Під час навчання ніс послух іподиякона митрополита Тернопільського і Бучацького Василя (Боднарчука).
З 2000 року по 2004 рік навчався в Київській духовній академії Української Православної Церкви Київського Патріархату.
З 2001 року по 2006 рік ніс послух паламаря у Свято-Покровському соборі Солом'янського району міста Києва, а з 2008 року по 2014 рік — у Свято-Миколаївській парафії м. Борисполя.
З 23 лютого 2015 року — послушник Свято-Михайлівського Видубицького монастиря міста Києва.
9 липня 2015 року, з благословення Патріарха Київського і всієї Руси-України Філарета, у Свято-Михайлівському Видубицькому монастирі міста Києва митрополитом Переяслав-Хмельницьким і Білоцерківським Епіфанієм пострижений у чернецтво з ім'ям Павло, на честь святого первоверховного апостола Павла.
26 липня 2015 року митрополитом Переяслав-Хмельницьким і Білоцерківським Епіфанієм рукопокладений у сан ієродиякона, а 15 лютого 2017 року — ієромонаха.
1 вересня 2015 року вступив до аспірантури Київської православної богословської академії.
З жовтня 2017 року по січень 2018 року ніс послух в Управлінні Переяславської єпархії УПЦ Київського патріархату.

## Єпископське служіння
22 січня 2018 року Священним синодом УПЦ Київського патріархату (журнал засідання № 2) обраний на єпископа Одеського і Балтського, керуючого Одеською єпархією УПЦ КП.
28 січня 2018 року у Володимирському соборі патріархом Філаретом за участі митрополита Переяславського і Білоцерківського Епіфанія, митрополита Білгородського й Обоянського Іоасафа, архієпископа Рівненського й Острозького Іларіона, архієпископа Вишгородського Агапіта, архієпископа Полтавського і Кременчуцького Федора, архієпископа Богуславського Олександра, єпископа Житомирського й Овруцького Паїсія, єпископа Васильківського Лаврентія висвячений у єпископа Одеського і Балтського.
15 грудня 2018 року разом із усіма іншими архієреями УПЦ КП взяв участь у Об'єднавчому соборі в храмі Святої Софії.
24 травня 2021 року Священним синодом ПЦУ його було обрано єпископом Хмельницьким і Кам'янець-Подільським, замість покійного митрополита Антонія (Махоти).
2 лютого 2024 року рішенням Синоду ПЦУ було створено Кам'янець-Подільську єпархію. Унаслодок цього єпископу Павлові було визначено мати титул «Хмельницький і Шепетівський». Наступного дня його було підвищено у сані до архієпископа.